# Машаду, Леандро
Леа́ндро Маша́ду Насиме́нту (порт.-браз. Leandro Machado Nascimento; 22 марта 1976, Санту-Амару-да-Императрис, Бразилия) — бразильский футболист, нападающий.

## Биография

### Клубная карьера
В сезоне 1993/94 выступал за молодёжную команду «Аваи». После чего выступал за ведущие клубы Бразилии, Испании и Португалии — «Интернасьонал», «Фламенго», «Валенсию», «Тенерифе» и лиссабонский «Спортинг».
В июле 2002 года перешёл в киевское «Динамо». Также мог перейти в берлинскую «Герту» или в один из клубов Японии и Турции. В своём первом матче забил 1000-й гол «Динамо» в официальных турнирах. В команде не закрепился и зимой 2003 года перешёл в португальскую «Санта-Клару». После чего играл в клубах «Керетаро», «Сантос», «Олимпия» (Асунсьон), «Ульсан Хёндэ». Последним клубом был «Спорт Ресифи».

### Карьера в сборной
В сборной Бразилии провёл 2 матча. Единственный гол забил 12 января 1996 года в Золотом кубке КОНКАКАФ в матче против Канады (4:1).